# Liste der spanischen Botschafter in der Türkei
Diese Liste der spanischen Botschafter in der Türkei und dem Vorgänger, des Osmanischen Reichs enthält alle Diplomaten, die in Botschafterfunktion in der Zeit von 1519 bis heute (2011) am Hofe des jeweiligen Sultans oder in den Botschaften in Istanbul oder Ankara tätig sind und waren.

## Missionschefs

### Spanische Gesandte im Osmanischen Reich
| Ernennung Akkreditierung | Name                                                               | Bemerkungen | ernannt von                 | akkreditiert unter der Regierung von | Posten verlassen |
| ------------------------ | ------------------------------------------------------------------ | --- | --------------------------- | ------------------------------------ | ---------------- |
| 1519                     | García de Loaysa                                                   | Botschafter | Karl V. (HRR)               | Selim I.                             |                  |
| 1532                     | Leonardo de Nogarolo                                               | Botschafter | Karl V. (HRR)               | Süleyman I.                          |                  |
| 1534                     | Jerónimo de Zara                                                   | Botschafter | Karl V. (HRR)               | Süleyman I.                          |                  |
| 1533                     | Cornelio Schepper                                                  | Botschafter | Karl V. (HRR)               | Süleyman I.                          | 1534             |
| 1540                     | Juan Gallego                                                       | Gesandter nach Barbarroja in Vega Baja del Segura | Karl V. (HRR)               | Süleyman I.                          |                  |
| 1544                     | Gerard Veltwyck                                                    | Botschafter | Karl V. (HRR)               | Süleyman I.                          | 1547             |
| 1555                     | Augier de Busbecque                                                | Gesandter | Karl V. (HRR)               | Süleyman I.                          |                  |
| 1563                     | Augier de Busbecque                                                | Gesandter | Philipp II. (Spanien)       | Süleyman I.                          |                  |
| 1559                     | Francisco de Francis                                               | | Philipp II. (Spanien)       | Süleyman I.                          |                  |
| 1564                     | Aurelio Santa Cruz                                                 | | Philipp II. (Spanien)       | Süleyman I.                          | 1584             |
| 1569                     | Carlos Ryn                                                         | Botschafter | Philipp II. (Spanien)       | Selim II.                            |                  |
| 1568                     | Juan de Marliano                                                   | Gesandter | Philipp II. (Spanien)       | Selim II.                            |                  |
| 1583                     | Juan de Marliano                                                   | | Philipp II. (Spanien)       | Murad III.                           |                  |
| 1573                     | Miguel Cernovici                                                   | Vertrauter | Philipp II. (Spanien)       | Selim II.                            |                  |
| 1575                     | Joaquín de Uceda                                                   | Vertrauter | Philipp II. (Spanien)       | Murad III.                           |                  |
| 1577                     | Martín de Acuña                                                    | Gesandter | Philipp II. (Spanien)       | Murad III.                           |                  |
| 1650                     | Allegretto Allegretti                                              | öffiziöser Agent | Philipp IV. (Spanien)       | Mehmed IV.                           |                  |
| 1717                     | Santiago de Boissimene                                             | Sondergesandter | Philipp V. (Spanien)        | Ahmed III.                           | 1718             |
| 1760                     | Wilhelm Moritz de Ludolf                                           | Gesandter des Königreiches beider Sizilien | Karl III. (Spanien)         | Mustafa III.                         | 1767             |
| 1779                     | Juan de Bouligny                                                   | Gesandter | Karl III. (Spanien)         | Abdülhamid I.                        | 1795             |
| 1784                     | Gabriel de Aristizábal                                             | Sondergesandter | Karl III. (Spanien)         | Abdülhamid I.                        |                  |
| 1795                     | José de Bouligny                                                   | Geschäftsträger | Karl IV. (Spanien)          | Selim III.                           | 1800             |
| 1800                     | Ignacio María del Corral y Aguirre                                 | Gesandter | Karl IV. (Spanien)          | Selim III.                           | 1805             |
| 1805                     | Julián del Corral                                                  | Geschäftsträger | Karl IV. (Spanien)          | Selim III.                           |                  |
| 1805                     | José de Ocáriz                                                     | Gesandter | Karl IV. (Spanien)          | Selim III.                           |                  |
| 1805                     | José Martínez de Hervás y de Madrid, Marqués de Almenara           | Gesandter | Karl IV. (Spanien)          | Selim III.                           | 1808             |
| 1808                     | José de Endériz y López de Angulo                                  | Geschäftsträger | Ferdinand VII. (Spanien)    | Mahmud II.                           | 1809             |
| 1809                     | Constantino Deval                                                  | Geschäftsträger | Joseph Bonaparte            | Mahmud II.                           | 1814             |
| 1809                     | Juan Jabat y Aztal                                                 | Gesandter | Joseph Bonaparte            | Mahmud II.                           | 1819             |
| 1819                     | Francisco Javier Pérez                                             | Geschäftsträger | Ferdinand VII. (Spanien)    | Mahmud II.                           | 1821             |
| 1821                     | Francisco Zea Bermúdez                                             | Gesandter | Ferdinand VII. (Spanien)    | Mahmud II.                           | 1823             |
| 1823                     | José de Anduaga                                                    | Gesandter | Ferdinand VII. (Spanien)    | Mahmud II.                           |                  |
| 1824                     | Francisco Javier Pérez                                             | Geschäftsträger | Ferdinand VII. (Spanien)    | Mahmud II.                           |                  |
| 1828                     | Luis del Castillo                                                  | Geschäftsträger | Ferdinand VII. (Spanien)    | Mahmud II.                           | 1829             |
| 1824                     | Luis del Castillo                                                  | Gesandter | Ferdinand VII. (Spanien)    | Mahmud II.                           | 1828             |
| 1829                     | Andrés Villalba                                                    | Gesandter | Ferdinand VII. (Spanien)    | Mahmud II.                           | 1831             |
| 1831                     | Juan Nepomuceno de Vial                                            | (* 1783; † 1835) von 1826 bis 1828 spanischer Gesandter bei den Hansestädten, 1828 bis 1830 Gesandter in Sachsen, und 1833 bis 1834 Botschafter im Vereinigten Königreich | Ferdinand VII. (Spanien)    | Mahmud II.                           | 1833             |
| 1833                     | Antonio López de Córdoba                                           | Gesandter | Isabella II. (Spanien)      | Mahmud II.                           | 1847             |
| 1847                     | Gerardo de Souza                                                   | Gesandter | Isabella II. (Spanien)      | Abdülmecid I.                        | 1852             |
| 1852                     | José Neviet                                                        | Gesandter | Isabella II. (Spanien)      | Abdülmecid I.                        | 1853             |
| 1854                     | Antonio Riquelme                                                   | Gesandter | Isabella II. (Spanien)      | Abdülmecid I.                        | 1854             |
| 1854                     | Luis González Brabo                                                | Gesandter | Isabella II. (Spanien)      | Abdülmecid I.                        |                  |
| 1854                     | Gerardo de Souza                                                   | Gesandter | Isabella II. (Spanien)      | Abdülmecid I.                        | 1861             |
| 1862                     | Juan Tomás Comyn                                                   | Gesandter | Isabella II. (Spanien)      | Abdülaziz                            | 1863             |
| 1863                     | Eduardo Sancho                                                     | Gesandter | Isabella II. (Spanien)      | Abdülaziz                            | 1864             |
| 1864                     | Pedro Sorela y Maury                                               | Gesandter | Isabella II. (Spanien)      | Abdülaziz                            |                  |
| 1864                     | Rafael Jabat                                                       | Gesandter | Isabella II. (Spanien)      | Abdülaziz                            | 1865             |
| 1865                     | José Álvarez de Toledo y Acuña, Conde de Xiquena y Duque de Bivona | Geschäftsträger | Isabella II. (Spanien)      | Abdülaziz                            | 1867             |
| 1867                     | Francisco de Zea Bermúdez                                          | Geschäftsträger | Isabella II. (Spanien)      | Abdülaziz                            | 1868             |
| 1868                     | Mariano Remón y Zarco del Valle                                    | Gesandter | Francisco Serrano Domínguez | Abdülaziz                            | 1869             |
| 1868                     | Edmundo Tirel, Marqués de Ulagares                                 | Geschäftsträger | Francisco Serrano Domínguez | Abdülaziz                            | 1873             |
| 1869                     | José Antonio de Aguilar                                            | Geschäftsträger | Francisco Serrano Domínguez | Abdülaziz                            | 1872             |
| 1872                     | Ángel Ruata                                                        | Geschäftsträger | Amadeus I. (Spanien)        | Abdülaziz                            |                  |
| 1873                     | Miguel Azara                                                       | Gesandter | Estanislao Figueras         | Abdülaziz                            |                  |
| 1873                     | Guillermo Crespo                                                   | Gesandter | Estanislao Figueras         | Abdülaziz                            | 1875             |
| 1875                     | Augusto Conte                                                      | Gesandter | Emilio Castelar             | Abdülaziz                            | 1878             |
| 1878                     | Marqués de Villa Mantilla                                          | Gesandter | Emilio Castelar             | Murad V.                             | 1881             |
| 1881                     | Juan Antonio Rascón Navarro Seña y Redondo                         | Gesandter | Emilio Castelar             | Murad V.                             | 1883             |
| 1884                     | Diego de Coello y Quesada, Conde de Coello de Portugal             | Gesandter | Emilio Castelar             | Murad V.                             | 1885             |
| 1886                     | Guillermo Crespo                                                   | Gesandter | Alfons XIII.                | Murad V.                             | 1888             |
| 1880                     | Tomás Piñeiro y Aguilar, Marqués de Bendaña                        | Gesandter | Emilio Castelar             | Murad V.                             | 1890             |
| 1890                     | Ángel Ruata                                                        | Gesandter | Alfons XIII.                | Murad V.                             | 1893             |
| 1893                     | Francisco Rafael Figuera                                           | Gesandter | Alfons XIII.                | Murad V.                             | 1894             |
| 1895                     | Wenceslao Ramírez de Villaurrutia, Marqués de Villaurrutia         | Geschäftsträger | Alfons XIII.                | Murad V.                             |                  |
| 1894                     | Bernardo Luis de Potestad y Carter, Marqués de Potestad-Fornari    | Gesandter | Alfons XIII.                | Murad V.                             | 1896             |
| 1896                     | Wenceslao Ramírez de Villaurrutia, Marqués de Villaurrutia         | Gesandter | Alfons XIII.                | Murad V.                             | 1897             |
| 1897                     | José María Bernaldo de Quirós, Marqués de Campo Sagrado            | Gesandter | Alfons XIII.                | Murad V.                             | 1909             |
| 1897                     | Pedro de Prat y Agacino, Marqués de Prat de Nantouillet            | Gesandter | Alfons XIII.                | Murad V.                             | 1909             |
| 1914                     | Germán María de Ory y Morey                                        | Gesandter | Alfons XIII.                | Mehmed V.                            | 1918             |
| 1918                     | Juan Servent y Vest                                                | Gesandter | Alfons XIII.                | Mehmed VI.                           | 1922             |

### Spanische Botschafter in der Türkei
| Ernennung Akkreditierung | Name                                                   | Bemerkungen                                                                         | ernannt von          | akkreditiert unter der Regierung von | Posten verlassen |
| ------------------------ | ------------------------------------------------------ | ----------------------------------------------------------------------------------- | -------------------- | ------------------------------------ | ---------------- |
| 1932                     | Juan María Arístegui y Vidaurre                        | Geschäftsträger                                                                     | Niceto Alcalá Zamora | Ali Fethi Bey                        |                  |
| 1935                     | Julio Palencia y Álvarez-Tubau                         | bis 1938 Geschäftsträger der Republik anschließend Agent der Putschisten in Burgos. | Niceto Alcalá Zamora | Ali Fethi Bey                        | 1939             |
| 1937                     | Ricardo Begoña Calderón                                | Gesandter der Republik                                                              | Manuel Azaña         | Celâl Bayar                          | 1939             |
| 1939                     | Carlos López-Dóriga y Salaverría                       | Geschäftsträger                                                                     | Francisco Franco     | Refik Saydam                         | 1940             |
| 1940                     | Pedro Prat y Soutzo                                    | Gesandter                                                                           | Francisco Franco     | Refik Saydam                         | 1941             |
| 1941                     | José María Doussinague y Texidor                       | Geschäftsträger                                                                     | Francisco Franco     | Refik Saydam                         |                  |
| 1941                     | Pedro Prat y Soutzo                                    | Geschäftsträger                                                                     | Francisco Franco     | Refik Saydam                         | 1943             |
| 1943                     | Antonio Gullón y Gómez                                 | Gesandter                                                                           | Francisco Franco     | Ahmet Fikri Tüzer                    |                  |
| 1943                     | José Rojas y Moreno                                    | Gesandter                                                                           | Francisco Franco     | Ahmet Fikri Tüzer                    | 1946             |
| 1946                     | Alfonso Fiscowich y Gullón                             | Botschafter                                                                         | Francisco Franco     | Mehmet Recep Peker                   | 1954             |
| 1956                     | Juan Teixidor y Sánchez                                |                                                                                     | Francisco Franco     | Adnan Menderes                       | 1962             |
| 1962                     | Emilio García Gómez                                    |                                                                                     | Francisco Franco     | İsmet İnönü                          | 1970             |
| 1975                     | Guillermo Nadal Blanes                                 |                                                                                     | Juan Carlos I.       | Süleyman Demirel                     | 1976             |
| 1976                     | Gabriel Cañadas Nouvilas                               |                                                                                     | Juan Carlos I.       | Süleyman Demirel                     | 1977             |
| 1977                     | Santiago Martínez Caro                                 |                                                                                     | Juan Carlos I.       | Süleyman Demirel                     | 1984             |
| 1984                     | Ramón Villanueva Etcheverría                           |                                                                                     | Juan Carlos I.       | Turgut Özal                          | 1990             |
| 1990                     | Javier Villacieros Machimbarrena, Conde de Villacieros |                                                                                     | Juan Carlos I.       | Yıldırım Akbulut                     | 1993             |
| 1993                     | Carlos Carderera Soler                                 |                                                                                     | Juan Carlos I.       | Tansu Çiller                         | 1996             |
| 1996                     | Jesús Atienza Serna E                                  |                                                                                     | Juan Carlos I.       | Necmettin Erbakan                    | 2000             |
| 2000                     | Manuel de la Cámara Hermoso                            |                                                                                     | Juan Carlos I.       | Bülent Ecevit                        | 2004             |
| 2004                     | Luis Felipe Fernández de la Peña                       |                                                                                     | Juan Carlos I.       | Recep Tayyip Erdoğan                 | 2008             |
| 2008                     | Joan Clos                                              |                                                                                     | Juan Carlos I.       | Recep Tayyip Erdoğan                 | 2010             |
| 2010                     | Cristóbal González-Aller Jurado                        |                                                                                     | Juan Carlos I.       | Recep Tayyip Erdoğan                 |                  |